# ゴンドラの唄
「ゴンドラの唄」（ゴンドラのうた）は、1915年（大正4年）に発表された歌謡曲。作詞は吉井勇、作曲は中山晋平である。
芸術座第5回公演『その前夜』の劇中歌として生まれ、松井須磨子らが歌唱、大正時代の日本で流行した。

## 楽曲
「カチューシャの唄」を手がけた中山晋平により作曲され、同曲同様に大衆の支持を得た。中山によれば、母の死の直後、悲しみに暮れる帰りの汽車の中で「『ゴンドラの唄』の歌詞が語りかけて」きて、「汽車の揺れとともに、自然と旋律がわいてきた」のだという。
歌詞はアンデルセンの『即興詩人』（森鷗外訳）の一節を基にしている。
『読売新聞』の1915年4月29日付にライオン水歯磨の「ゴンドラの唄」への協賛広告が掲載され、「ゴンドラの唄」の4番までの歌詞が紹介された。
（旧漢字を新漢字に、歴史的仮名遣いを現代仮名遣いに改めた）
楽譜は1916年（大正5年）7月にセノオ音楽出版社から出版された。

## 歌詞
いのち短し　恋せよ乙女

あかき唇　褪（あ）せぬ間に

熱き血潮の　冷えぬ間に

明日（あす）の月日は　ないものを 

いのち短し　恋せよ乙女

いざ手をとりて　かの舟に

いざ燃ゆる頬（ほ）を　君が頬（ほ）に

ここには誰れも　来ぬものを

いのち短し　恋せよ乙女

波にただよい　波のよに

君が柔わ手を　我が肩に

ここには人目も　無いものを

いのち短し　恋せよ乙女

黒髪の色　褪（あ）せぬ間に

心のほのお　消えぬ間に

今日はふたたび　来ぬものを

## 初出
初出は長らく不明であったが、吉井の研究者である静岡県立大学の細川光洋教授の調査により、総合雑誌『新日本』（1915年4月1日発行）の文芸付録の最終ページで紹介されたものが初出であると結論づけられた。さらに現在広まっているものとは表現が異なる部分があることも判明した。

## 受容
当初は酷評を受け、「カチューシャの唄」ほどの爆発的なヒットにはならなかったとされる。作曲者の中山は1931年（昭和6年）末に行った講演「演劇及び映画に於ける所謂主題歌に就いて」で、この曲があまり流行しなかった理由を長旋法（長調）で、当時の日本の歌曲では珍しかった6拍子のメロディが当時の（日本）人には受け入れづらかったのであろうと推測している。
ただ、1920年（大正9年）に大原社会問題研究所が大阪市内にて調査した「現時において最も普通に歌われてゐる流行歌」約100曲のリストに「ゴンドラの唄」が挙げられていることから、ある程度は流行したものと考えられている。しかし、その後この曲は「カチューシャの唄」と並んで100年にわたり歌い継がれる曲となった。鹿島孝二は『大正の下谷っ子』で、工業学校時代（1918年（大正7年）〜1919年（大正8年）頃または1919年（大正8年）〜1920年（大正9年）頃）にこの唄を愛唱したと回想している。
レコード売り上げについては、「カチューシャの唄」が2万枚売れたとされたり、『生ける屍』の劇中歌「さすらいの唄」が25万枚を記録したと言われる一方、「ゴンドラの唄」については具体的な数字が語られることがない。
堀内敬三は『音楽五十年史』の中で、この唄を「大正5年末からじりじりと永く流行った」と述べている。
遠藤宏は『明治音楽史考』（有朋堂、1948年）の中で、「（添田）唖蝉坊が替歌を40節作歌して大正4年10月に出したので、巷間に大流行を来した」と述べている。

### 二次使用

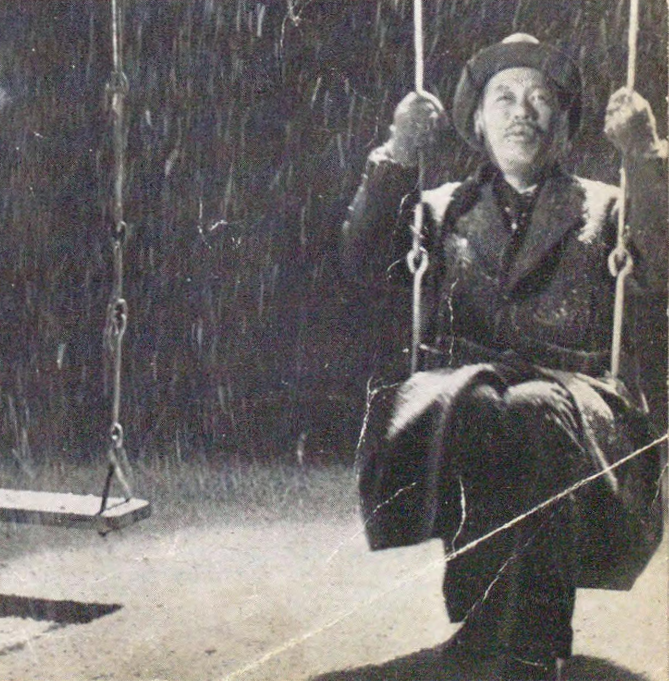
『生きる』（1952年）

黒澤明監督の映画『生きる』（1952年）において、主人公の男性（演：志村喬）が、ブランコに乗って本作を口ずさむシーンが映画全体の象徴的なシーンとして映されている。本作の受容史を研究する相沢直樹は、この映画での使用により、本作への関心が再燃するとともに、新たな意義づけがなされたと論じている。2000年に放映された日本テレビ系列テレビドラマ『伝説の教師』第8話の終盤の1シーンでは黒澤優が、『生きる』をなぞるような形で歌唱した。
1961年の日活映画、鈴木清順監督の『無鉄砲大将』において、佐川ミツオが歌う主題歌として使用された。
1970年のアニメ作品『あしたのジョー』第33話「初勝利バンザイ」で、主役のジョーとヒロインのり子の仲を見た初登場の大井川医師にて歌われている。
2019年に公開されたドイツ映画『命みじかし、恋せよ乙女』では、樹木希林（前年死去しており、遺作となった）が口ずさんでいる。

### カバー
| 年     | 歌手                             | 媒体・内容 |
| ------ | -------------------------------- | --- |
| 1954年 | 伊藤久男                         | シングル。日本コロムビア、規格品番：A1926。B面は初代コロムビア・ローズの「恋の鳥」。 |
| 1961年 | 佐川ミツオ                       | シングル。当時の歌謡界のリバイバル・ブームに乗じてヒットした。B面は渡辺マリとのデュエットによる「煙草屋の娘」。 |
| 1965年 | 森繁久彌                         | 『第16回NHK紅白歌合戦』で披露。間奏に佐藤春夫の詩を引用した「ただたまゆらの火を囲み、甲斐なきことをただ夢見、入日の中に立つ煙（けぶり）、ありやなしやとただ仄か、海辺の恋の儚さは、こぼれ松葉の火なりけん」という台詞が入れられた。1966年発売のコンパクト盤『流行歌名曲シリーズ ゴンドラの唄』（ビクター SVC-232M）に収録。 |
| 1971年 | 藤圭子                           | アルバム『圭子の人生劇場』JRS-7137 2010年『藤圭子 艶・怨・演歌』(5枚組CD-BOX)DYCL-1695 |
| 1972年 | 小林旭                           | アルバム『夜の巷で…』。1987年の『日本のうた あの頃、あの時、なつかしの抒情歌集』、1995年の『日本の名曲』、2001年の『小林旭大全集』、2009年の『GOLDEN☆BEST 小林旭 ヒット全曲集』などにも再収。 |
| 1973年 | 春日八郎                         | アルバム『春日八郎演歌百選』。 |
| 1975年 | 美空ひばり                       | アルバム『歌謡曲50年（第1集）』。 |
| 1976年 | ちあきなおみ                     | アルバム『春は逝く』。 |
| 1992年 | おおたか静流                     | アルバム『REPEAT PERFORMANCE』。 |
| 1997年 | 由紀さおり・安田祥子             | アルバム『歌・うた・唄 VOL.2 スタンダード日本 I』。1998年には同年に死去した黒澤明を偲んで『第49回NHK紅白歌合戦』で披露された。 |
| 2002年 | 遊佐未森                         | アルバム『檸檬』。 |
| 2008年 | 藤田恵美                         | アルバム『ココロの食卓 〜おかえり愛しき詩たち〜』。 |
| 2008年 | 増尾好秋                         | アルバム『Life Is Good』。 |
| 2012年 | いちろう                         | 城定秀夫監督Vシネ『ヤンキーアイドル』劇中歌・エンディング。ただし同年のネット配信が先行。 |
| 2012年 | HALCALI                          | ライオン「クリニカ」のCMソング。 |
| 2013年 | 五条哲也                         | シングル。 |
| 2015年 | シャーロット・ケイト・フォックス | NHK朝の連続テレビ小説『マッサン』劇中で使用された。同作で亀山エリーを演じたシャーロット・ケイト・フォックスのデビューシングル。 |
| 2020年 | NOW ON AIR                       | 4thシングル『ゴンドラの唄』。TVアニメ『啄木鳥探偵處』ED主題歌 |
| 2020年 | 木山裕策                         | アルバム『月 美しき日本の抒情歌』。 |
| 2021年 | 三山ひろし                       | アルバム『こころの歌~三山ひろし叙情歌を唄う~』。 |
| 2022年 | 片霧烈火                         | VRアクションアドベンチャーゲーム『オノゴロ物語 ～The Tale of Onogoro～』 エンディングテーマ「ゴンドラの唄」 |